# Campeonato Mundial de Atletismo de 2005 - 5000 m feminino
A competição dos 5000 metros feminino no Campeonato Mundial de Atletismo de 2005 foi realizada no Estádio Olímpico, em Helsinque, na Finlândia, entre os dias 10 a 13 de agosto de 2005.

## Recordes
Antes desta competição, os recordes mundiais e do campeonato nesta prova eram os seguintes:
| Tipo                  | Atleta            | Tempo    | Local   | Data                 |
| --------------------- | ----------------- | -------- | ------- | -------------------- |
|                       | Elvan Abeylegesse | 14:24.68 | Bergen  | 11 de junho de 2004  |
| Recorde do campeonato | Gabriela Szabo    | 14:41.82 | Sevilha | 27 de agosto de 1999 |

Os seguintes recordes mundiais ou do campeonato foram estabelecidos durante esta competição:
| Data         | Evento | Atleta                | Tempo    | Notas                 |
| ------------ | ------ | --------------------- | -------- | --------------------- |
| 13 de agosto | Final  | Tirunesh Dibaba (ETH) | 14:38.59 | Recorde do campeonato |

## Medalhistas
| Ouro                  | Prata               | Bronze                 |
| Tirunesh Dibaba (ETH) | Meseret Defar (ETH) | Ejegayehu Dibaba (ETH) |

## Calendário
Todos os horários estão no horário local (UTC+2)
| Data         | Horário | Fase          |
| ------------ | ------- | ------------- |
| 10 de agosto | 21:15   | Eliminatórias |
| 13 de agosto | 20:10   | Final         |

## Resultados

### Eliminatórias
Qualificação: Os 4 primeiros de cada bateria (Q) e os 7 melhores tempos (q) avançam para as finais.
Bateria 1
| Pos. | Atleta                    | Nacionalidade  | Tempo    | Notas                |
| ---- | ------------------------- | -------------- | -------- | -------------------- |
| 1    | Tirunesh Dibaba           | Etiópia        | 14:50.98 | Q                    |
| 2    | Meselech Melkamu          | Etiópia        | 14:51.49 | Q                    |
| 3    | Joanne Pavey              | Grã-Bretanha   | 14:53.82 | Q                    |
| 4    | Priscah Jepleting Cherono | Quênia         | 14:54.50 | Q,                   |
| 5    | Marta Domínguez           | Espanha        | 14:56.02 | q                    |
| 6    | Volha Krautsova           | Bielorrússia   | 14:56.16 | q,                   |
| 7    | Zakia Mrisho              | Tanzânia       | 14:57.22 | q,                   |
| 8    | Sun Yingjie               | China          | 14:58.34 | q,                   |
| 9    | Kayoko Fukushi            | Japão          | 15:05.77 | q                    |
| 10   | Lauren Fleshman           | Estados Unidos | 15:32.05 |                      |
| 11   | Veerle Dejaeghere         | Bélgica        | 15:47.01 |                      |
| 12   | Maryna Dubrova            | Ucrânia        | 16:01.88 |                      |
| 13   | Anesie Kwizera            | Burundi        | 16:06.66 | Recorde nacional     |
| 14   | Catherine Chikwakwa       | Malawi         | 16:11.63 | Recorde da temporada |
| 15   | Jéssica Augusto           | Portugal       | 16:23.66 |                      |

Bateria 2
| Pos. | Atleta                | Nacionalidade  | Tempo    | Notas                |
| ---- | --------------------- | -------------- | -------- | -------------------- |
| 1    | Meseret Defar         | Etiópia        | 15:13.52 | Q                    |
| 2    | Ejegayehu Dibaba      | Etiópia        | 15:14.33 | Q                    |
| 3    | Xing Huina            | China          | 15:14.48 | Q                    |
| 4    | Liliya Shobukhova     | Rússia         | 15:14.63 | Q                    |
| 5    | Isabella Ochichi      | Quênia         | 15:16.51 | q                    |
| 6    | Susanne Wigene        | Noruega        | 15:18.38 | q                    |
| 7    | Shalane Flanagan      | Estados Unidos | 15:20.59 |                      |
| 8    | María Protópappa      | Grécia         | 15:32.04 |                      |
| 9    | Amy Rudolph           | Estados Unidos | 15:32.73 |                      |
| 10   | Margaret Maury        | França         | 15:35.65 |                      |
| 11   | Dulce María Rodríguez | México         | 15:44.65 | Recorde da temporada |
| 12   | Anikó Kálovics        | Hungria        | 15:46.36 |                      |
| 13   | Simret Sultan         | Eritreia       | 15:47.66 |                      |
| 14   | Maria McCambridge     | Irlanda        | 16:05.44 |                      |
| 15   | Miriam Kaumba         | Zâmbia         | 16:10.70 |                      |

### Final
A final ocorreu dia 13 de agosto às 20:10.
| Pos.              | Atleta                    | Nacionalidade | Tempo    | Notas                 |
| ----------------- | ------------------------- | ------------- | -------- | --------------------- |
| Medalha de ouro   | Tirunesh Dibaba           | Etiópia       | 14:38.59 | Recorde do campeonato |
| Medalha de prata  | Meseret Defar             | Etiópia       | 14:39.54 |                       |
| Medalha de bronze | Ejegayehu Dibaba          | Etiópia       | 14:42.47 |                       |
| 4                 | Meselech Melkamu          | Etiópia       | 14:43.47 |                       |
| 5                 | Xing Huina                | China         | 14:43.64 |                       |
| 6                 | Zakia Mrisho              | Tanzânia      | 14:4.,87 | Recorde nacional      |
| 7                 | Priscah Jepleting Cherono | Quênia        | 14:44.00 | Recorde pessoal       |
| 8                 | Isabella Ochichi          | Quênia        | 14:45.14 | Recorde pessoal       |
| 9                 | Liliya Shobukhova         | Rússia        | 14:47.07 | Recorde pessoal       |
| 10                | Volha Krautsova           | Bielorrússia  | 14:47.75 | Recorde nacional      |
| 11                | Sun Yingjie               | China         | 14:51.19 | Recorde da temporada  |
| 12                | Kayoko Fukushi            | Japão         | 14:59.92 |                       |
| 13                | Susanne Wigene            | Noruega       | 15:00.23 |                       |
| 14                | Marta Domínguez           | Espanha       | 15:02.30 |                       |
| 15                | Joanne Pavey              | Grã-Bretanha  | 15:14.37 |                       |

Legenda
| Recorde mundial       | Recorde mundial (World record)               |                       | Recorde africano                      | Recorde africano (African) |                                           | Q | Classificado por posição (Qualified) |
| Recorde do campeonato | Recorde do campeonato (Championship record)  | Recorde da América    | Recorde da América (Americas)         | q                          | Classificado por melhor tempo (Qualified) |   |                                      |
| Melhor marca do ano   | Melhor marca do ano (World leading)          | Recorde asiático      | Recorde asiático (Asian)              | DNS                        | Não largou (Did not start)                |   |                                      |
| Recorde nacional      | Recorde nacional (National record)           | Recorde europeu       | Recorde europeu (European)            | DNF                        | Não terminou (Did not finish)             |   |                                      |
| Recorde pessoal       | Recorde pessoal do atleta (Personal best)    | Recorde da Oceania    | Recorde da Oceania (Oceania)          | DSQ / DQ                   | Desclassificado (Disqualified)            |   |                                      |
| Recorde da temporada  | Recorde da temporada do atleta (Season best) | Recorde sul-americano | Recorde sul-americano (South America) | NM                         | Sem marca (No mark)                       |   |                                      |